# 줄리 로저스
줄리 로저스(영어: Julie Rogers, 1943년 4월 6일 ~ )는 영국의 여성 가수, 피아니스트, 작사가이다.

## 이름
본명은 줄리아 롤스(영어: Julia Rolls)였지만 나중에 줄리아 로저스(영어: Julia Rodgers)로 개명하였다.

## 주요 이력
1960년에 피아니스트 데뷔하였으며 1962년에 무용가 데뷔하였고 1963년에 뮤지컬배우 데뷔하였으며 1964년 가수 데뷔하였다.

## 유명세
보통적으로 그녀는 《The wedding》이라는 영어 노래 작품이 대중적 히트한 가수로 매우 잘 알려져 있다.

## 트리비아
앞서 거론한 것처럼야 보통적으로 잘 알려진 그녀의 가수로서 주요 히트곡은 이탈리아 남성 가수 토니 달라라(Tony Dallara)의 이탈리아어 원곡을 영어로 번안하여 히트한 《The wedding》이라는 노래 작품 등이 있다. 참고로 《The wedding》이라는 영어 노래 작품은 미국 여성 가수 어니타 브라이언트(Anita Bryant)와 영국 남성 가수 맬컴 본(Malcolm Vaughan)도 리바이벌하여 히트하였다.